# Kjell Pettersen
Kjell Pettersen (1º marzo 1912 – 26 dicembre 1967) è stato un calciatore norvegese, di ruolo difensore.

## Carriera

### Club
Pettersen giocò con la maglia del Fredrikstad.

### Nazionale
Conta una presenza per la Norvegia. Il 3 novembre 1935, infatti, fu schierato in campo nella sfida persa per 0-2 contro la Svizzera.